# Дели Вальдес, Хорхе
Хорхе Луис Дели Вальдес (исп. Jorge Luis Dely Valdés; род. 12 марта 1967, Колон) — панамский футболист и футбольный тренер. В качестве игрока известен по выступлениям за различные японские клубы, а также сборную Панамы.
У Хорхе есть брат-близнец Хулио — также профессиональный футболист и тренер, а также старший брат Армандо.

## Клубная карьера
Дели Вальдес начал профессиональную карьеру выступая за аргентинские клубы «Сентрал Норте», «Депортиво Парагвайо» и «Эль-Порвенир». В 1991 году Хулио перешёл в уругвайский «Насьональ», в составе которого выиграл чемпионат в 1992 году. В следующем сезоне Хорхе стал футболистом чилийского «Унион Эспаньола». В составе новой команде он стал обладателем Кубка Чили.
В 1993 году Дели Вальдес перешёл в японский «Консадоле Саппоро». В первом же сезоне он забил 20 мячей и стал лучшим бомбардиром турнира.
В следующем сезоне Хорхе вновь стал лучшим снайпером второго дивизиона Японии, поразив ворота соперников 33 раза. В 1995 году он перешёл в «Сересо Осака». В дебютном сезоне Дели Вальдес забил 19 мячей и был выкуплен «Тосу Фьючерс», где забивал почти в каждом матче.
В 1997 году Хорхе вернулся в «Консадоле Саппоро», который вылетел во второй дивизион. Забив более 40 голов в первом же сезоне он помог команде вернуться в элиту и стал лучшим бомбардиром чемпионата.
В 1999 году Дели Вальдес подписал контракт с американским «Колорадо Рэпидз». В дебютном сезоне в MLS он забил 10 мячей и сделал 6 голевых передач. В 2001 году Хорхе вернулся в Японию, где выступал за «Омия Ардия» и «Кавасаки Фронтале».
В 2003 году Дели Вальдес переехал на родину, где ещё два сезона отыграл за «Арабе Унидо» и стал лучшим бомбардиром чемпионата.

## Международная карьера
В 1991 году Дели Вальдес дебютировал за сборную Панамы. 30 августа 1996 года в отборочном матче чемпионата мира 1998 против сборной Канады он забил свой первый гол за национальную команду. В 2001 году Хорхе стал лучшим бомбардиром Кубка наций Центральной Америки, забив 7 мячей, из которых четыре он забил сборной Никарагуа.
В 2005 году он в составе национальной команды принял участие в Золотом кубке КОНКАКАФ. На турнире Дели Вальдес сыграл в матчах против сборных США, Гондураса, ЮАР и дважды Колумбии, а также забил два гола в ворота африканцев и колумбийцев. Хорхе помог сборной завоевать бронзовые медали первенства.

### Голы за сборную Панамы
| #   | Дата             | Место                                            | Соперник  | Счёт | Результат | Турнир                           |
| --- | ---------------- | ------------------------------------------------ | --------- | ---- | --------- | -------------------------------- |
| 1.  | 30 августа 1996  | Стадион Содружества, Эдмонтон, Канада            | Канада    | 2:1  | 3:1       | Чемпионат мира 1998 квалификация |
| 2.  | 22 сентября 1996 | Роммель Фернандес, Панама, Панама                | Куба      | 1:0  | 1:3       | Чемпионат мира 1998 квалификация |
| 3.  | 10 ноября 1996   | Кускутлан, Сан-Сальвадор, Сальвадор              | Сальвадор | 1:0  | 2:3       | Чемпионат мира 1998 квалификация |
| 4.  | 10 ноября 1996   | Кускутлан, Сан-Сальвадор, Сальвадор              | Сальвадор | 2:2  | 2:3       | Чемпионат мира 1998 квалификация |
| 5.  | 15 декабря 1996  | Роммель Фернандес, Панама, Панама                | Куба      | 3:0  | 3:1       | Чемпионат мира 1998 квалификация |
| 6.  | 5 декабря 1999   | Роммель Фернандес, Панама, Панама                | Куба      | 1:1  | 1:1       | Товарищеский матч                |
| 7.  | 7 мая 2000       | Тибурсио Андио, Тегусигальпа, Гондурас           | Гондурас  | 1:1  | 1:3       | Чемпионат мира 2002 квалификация |
| 8.  | 21 мая 2000      | Роммель Фернандес, Панама, Панама                | Никарагуа | 2:0  | 4:0       | Чемпионат мира 2002 квалификация |
| 9.  | 3 сентября 2000  | Ацтека, Мехико, Мексика                          | Мексика   | 1:3  | 1:7       | Чемпионат мира 2002 квалификация |
| 10. | 23 мая 2001      | Олимпико Метрополитано, Сан-Педро-Сула, Гондурас | Гондурас  | 1:0  | 2:1       | Кубок наций ЦА 2001              |
| 11. | 25 мая 2001      | Тибурсио Андио, Тегусигальпа, Гондурас           | Сальвадор | 1:2  | 1:2       | Кубок наций ЦА 2001              |
| 12. | 27 мая 2001      | Эксельсиор, Пуэрто-Кортес, Гондурас              | Никарагуа | 1:0  | 6:0       | Кубок наций ЦА 2001              |
| 13. | 27 мая 2001      | Эксельсиор, Пуэрто-Кортес, Гондурас              | Никарагуа | 2:0  | 6:0       | Кубок наций ЦА 2001              |
| 14. | 27 мая 2001      | Эксельсиор, Пуэрто-Кортес, Гондурас              | Никарагуа | 4:0  | 6:0       | Кубок наций ЦА 2001              |
| 15. | 27 мая 2001      | Эксельсиор, Пуэрто-Кортес, Гондурас              | Никарагуа | 5:0  | 6:0       | Кубок наций ЦА 2001              |
| 16. | 3 июня 2001      | Олимпико Метрополитано, Сан-Педро-Сула, Гондурас | Гватемала | 1:2  | 1:3       | Кубок наций ЦА 2001              |
| 17. | 17 июля 2005     | NRG-стэдиум, Хьюстон, США                        | ЮАР       | 1:0  | 1:1       | Золотой кубок КОНКАКАФ 2005      |
| 18. | 21 июля 2005     | Джиантс, Ист-Ратерфорд, США                      | Колумбия  | 2:2  | 2:3       | Золотой кубок КОНКАКАФ 2005      |
| 19. | 17 августа 2005  | Матео Флорес, Гватемала, Гватемала               | Гватемала | 1:0  | 1:2       | Чемпионат мира 2006 квалификация |

## Достижения
«Насьональ»
- Чемпионат Уругвая по футболу — 1992

«Унион Эспаньола»
- Обладатель Кубка Чили — 1992

Панама
- Золотой кубок КОНКАКАФ (серебро) — 2005

Индивидуальные
- Лучший бомбардир Чемпионата Панамы — Апертура 2004